# 原花青素
原花青素（英語：Proanthocyanidins）是一类黄烷醇单体及其聚合体的多酚化合物。其共同的特点是在酸性介质中加热均可产生花青素，故被称为原花青素。原花青素是植物中一种色素成分，广泛存在于各种植物中。
原花青素于1947年由 Jacques Masquelier 发现，他开发了从松树皮和葡萄籽中提取低聚原花青素的技术并获得了专利。

## 结构
在结构上，原花青素是由不同数量的儿茶素或表儿茶素（epicatechin）结合而成。最简单的原花青素是儿茶素、或表儿茶素、或儿茶素与表儿茶素形成的二聚体，此外还有三聚体、四聚体等直至十聚体。按聚合度的大小，通常将二～五聚体称为低聚体（简称OPC），将五聚体以上的称为高聚体（简称PPC）。

## 应用
在各类原花青素中，低聚体分布最广，更具抗氧化和自由基清除能力的生理活性，是最重要的一类原花青素。国内外以葡萄籽中原花青素作为主要活性成分的药品及保健食品开发较多。目前对原花青素中低聚体与高聚体的分类及测定方法仍没有统一的标准。